# Renate Oxenknecht-Witzsch
Renate Oxenknecht-Witzsch (* 17. Februar 1953 in Werbach; † 27. November 2022 in Fürth) war eine deutsche Rechtswissenschaftlerin.

## Leben
Sie studierte von 1973 bis 1980 Rechtswissenschaften an den Universitäten in Erlangen und Würzburg. Nach dem Referendariat am Landgericht in Würzburg, Schweinfurt und beim Deutschen Bundestag in Bonn war sie Rechtsanwältin u. a. im Erzbistum Freiburg und war Rechtsreferentin der katholischen Arbeitnehmer-Bewegung (KAB) im Seelsorgeamt. Sie war von 1991 bis 2020 Inhaberin der Professur für Recht an der Fakultät für Soziale Arbeit der Universität Eichstätt-Ingolstadt. 
Zu den Schwerpunkten der Forschung von Renate Oxenknecht-Witzsch gehörte das kirchliche Arbeitsrecht. Sie begründete die Zeitschrift für die Praxis der Mitarbeitervertretung in den Einrichtungen der katholischen und evangelischen Kirche und deren jährliche Fachtagung in Eichstätt. Zudem gab sie die Eichstätter Schriften und den Eichstätter Kommentar heraus.
Sie war mit dem Juristen und Kommunalpolitiker Günter Witzsch (* 1937) verheiratet.